# Possibly the Greatest Alchemist of All Time
Possibly the Greatest Alchemist of All Time (яп. いずれ最強の錬金術師？, Izure Saikyō no Renkinjutsu-shi?, укр. Хто стане найсильнішим алхіміком?) — серія ранобе, написана Когіцунемару та проілюстрована Хітогоме. Спочатку серія публікувалася онлайн із серпня 2017 року, а з лютого 2018 року видавництво AlphaPolis випустило сімнадцять томів. Манґа-адаптація, ілюстрована Таро Сасакама, почала серіалізацію на вебсайті манґи AlphaPolis у серпні 2018 року, зібрана у вісім томів танкобон. Англійською манґа публікується цифровим форматом через Alpha Manga.
Аніме-серіал, створений студією Studio Comet, почав виходити в січні 2025 року.

## Сюжет
Такумі Ірума випадково потрапляє під дію заклинання виклику героїв у фентезійному світі Мілдґард. Оскільки повернення на Землю неможливе, богиня Нолін наділяє його силою алхімії. Такумі прагне спокійного життя, але його неймовірні здібності починають привертати увагу.

## Персонажі
Такумі Ірума (яп. タクミ・イルマ)
Сейю: Шого Саката
Японський офісний працівник, який випадково був призваний у світ Мілдґард богинею Нолін. Його тіло розпалося через заклинання, тому Нолін воскресила його підлітком і наділила набором магічних сил, щоб він міг почати нове життя в Мілдґарді. Спочатку Такумі прагне жити мирно й уникати конфліктів, тому вирішує стати алхіміком у місті Болтон. Однак, щоб отримати роботу, він змушений вступити до місцевої гільдії шукачів пригод і виконувати хоча б одне завдання на місяць.
Софія Сільфід (яп. ソフィア・シルフィード, Sofia Shirufīdo)
Сейю: Каяно Аї
Серйозна та врівноважена жінка-ельф. Колись була жінкою-воїном, але через певні обставини більше не може битися. Під час війни 50 років тому стала полонянкою та була продана в торговий дім, де й проживає донині.
Марія (яп. マリア)
Сейю: Нао Тояма
Жвава та життєрадісна дівчина. У дитинстві її викрали та незаконно продали. У торговому домі вона піклується про Софію та чудово справляється з домашніми обов’язками. Оскільки вона щойно досягла повноліття, інколи проявляє дитячі риси.
Мейпл (яп. カエデ, Kaede)
Сейю: Афумі Хаші
Вбивча павучиха, яка допомогла Такумі вижити під час нападу дикого кабана. Такумі вирішує прийняти її, і між ними утворюється телепатичний зв’язок, який дозволяє йому розуміти її думки як слова. Завдяки своїй здатності виробляти шовк, вона стає важливим активом для виробництва Такумі.
Богиня Нолін (яп. 女神ノルン, Megami Norun)
Сейю: Сора Амамія
Богиня, яка випадково викликала Такумі у світ Мілдґард. Як вибачення, вона воскресила його як підлітка й дала магічні здібності, щоб він міг почати нове життя алхіміком. Згодом з’ясовується, що вона насправді перенесла Такумі до Мілдґарду, щоб Священна Імперія Сідонія не змогла викликати трьох героїв, що натякає на те, що її виклик міг бути не зовсім випадковим.
Рейва (яп. レーヴァ, Rēva)
Сейю: Нене Хієда
Дівчина з народу лисолюдей. Потрапила до королівського торгового дому як сплата боргу, щоб залишити гроші для бідної родини. Протягом багатьох років не змогла знайти господаря. Має рідкісну для звіролюдей магічну схильність та цікавиться професіями, пов’язаними з виробництвом, зокрема алхімією.
Мані (яп. マーニ, Māni)
Сейю: Моека Коізумі
Жінка з народу кроликолюдей. Її рідне село було зруйноване через свавілля аристократів, і вона опинилася в Болтоні як біженка. Втратила чоловіка через хворобу.
Папек (яп. パペック, Papekku)
Сейю: Нобуо Тобіта
Великий торговець із міста Болтон. Дуже працьовитий, але через надмірну зосередженість на справах іноді не помічає, що відбувається навколо.

## Медіа

### Ранобе
| №  | Дата виходу     | ISBN                   |
| -- | --------------- | ---------------------- |
| 1  | 28 січня 2018   | ISBN 978-4-434-24342-4 |
| 2  | 30 квітня 2018  | ISBN 978-4-434-24576-3 |
| 3  | 30 вересня 2018 | ISBN 978-4-434-25200-6 |
| 4  | 31 січня 2019   | ISBN 978-4-434-25594-6 |
| 5  | 30 червня 2019  | ISBN 978-4-434-26124-4 |
| 6  | 31 жовтня 2019  | ISBN 978-4-434-26664-5 |
| 7  | 31 березня 2020 | ISBN 978-4-434-27239-4 |
| 8  | 30 вересня 2020 | ISBN 978-4-434-28128-0 |
| 9  | 31 травня 2021  | ISBN 978-4-434-28892-0 |
| 10 | 31 серпня 2021  | ISBN 978-4-434-29267-5 |
| 11 | 31 грудня 2021  | ISBN 978-4-434-29728-1 |
| 12 | 31 травня 2022  | ISBN 978-4-434-30331-9 |
| 13 | 30 вересня 2022 | ISBN 978-4-434-30875-8 |
| 14 | 31 січня, 2023  | ISBN 978-4-434-31501-5 |
| 15 | 31 жовтня 2023  | ISBN 978-4-434-32816-9 |
| 16 | 31 травня 2024  | ISBN 978-4-434-33918-9 |
| 17 | 30 грудня 2024  | ISBN 978-4-434-35012-2 |

### Манґа
| № | Дата виходу     | ISBN                   |
| - | --------------- | ---------------------- |
| 1 | 31 березня 2019 | ISBN 978-4-434-25609-7 |
| 2 | 29 лютого 2020  | ISBN 978-4-434-27000-0 |
| 3 | 31 грудня 2020  | ISBN 978-4-434-28252-2 |
| 4 | 30 вересня 2021 | ISBN 978-4-434-29407-5 |
| 5 | 31 серпня 2022  | ISBN 978-4-434-30758-4 |
| 6 | 31 липня 2023   | ISBN 978-4-434-32319-5 |
| 7 | 31 травня 2024  | ISBN 978-4-434-33910-3 |
| 8 | 31 грудня 2024  | ISBN 978-4-434-34999-7 |

### Аніме
Аніме-адаптацію у вигляді телесеріалу було анонсовано 9 травня 2024 року. Серіал створений студією Studio Comet під керівництвом режисера Наоюкі Кузуя. Сценарії до серії написаний Міцутака Хірота, дизайн персонажів розроблений Саяка Анесакі, а музика складена Хіроші Накамура. Прем’єра почалась 8 січня 2025 року на Tokyo MX і BS11. Початковою піснею є «СКАРБ!» у виконанні Dialogue+, а завершальною піснею є «Twinkle Days» (яп. トゥインクル・デイズ, Tuinkuru・Deizu)  у виконанні harmoe. Crunchyroll транслює серіал.

#### Список серій
| № серії | Назва серії                                                                                                   | Режисер(и)                             | Режисер(и) анімації                            | Оригінальна дата показу |
| ------- | --- | -------------------------------------- | ---------------------------------------------- | ----------------------- |
| 1       | «Мене викликали випадково» Транслітерація: «Makikomarete Shōkan Saremashita» (яп. 巻き込まれて召喚されました) | Кіохеі Сузукі                          | Наоюкі Кудзуя                                  | 8 січня 2025            |
| 2       | «To A New Land» Транслітерація: «Shintenchi e» (яп. 新天地へ)                                                 | Масао Арай                             | Наоюкі Кудзуя                                  | 15 січня 2025           |
| 3       | «Contracts and Oaths» Транслітерація: «Keiyaku to Chikai» (яп. 契約と誓い)                                    | Маезоно Фуміо                          | Наоюкі Кудзуя                                  | 22 січня 2025           |
| 4       | «Takumi Party's First Battle!» Транслітерація: «Takumipātī, Uijin!» (яп. タクミパーティー、初陣!)             | Коічіро Курода                         | Наоюкі Кудзуя                                  | 29 січня 2025           |
| 5       | «Shadow of Sidonia» Транслітерація: «Shidonia no Kage» (яп. シドニアの影)                                     | Йошитака Кояма                         | Наоюкі Кудзуя                                  | 5 лютого 2025           |
| 6       | «A Drake Horse Appears» Транслітерація: «Ryūba Arawaru» (яп. 竜馬現る)                                        | Кацунарі Мікадзірі                     | Наоюкі Кудзуя                                  | 12 лютого 2025          |
| 7       | «The Fox-Eared Girl of the Royal Capital» Транслітерація: «Ōto no Kitsune-Mimi Shōjo» (яп. 王都の狐耳少女)    | Кіохеі Сузукі                          | Кіохеі Сузукі                                  | 19 лютого 2025          |
| 8       | «Let's Choose a Party Name!» Транслітерація: «Pātī Mei o Kimeyō!» (яп. パーティー名を決めよう！)              | Фуміо Маезоно                          | Кодзі Йосікава, Хікару Такеучі і Наоюкі Кудзуя | 26 лютого 2025          |
| 9       | «Resolve» Транслітерація: «Kesshin» (яп. 決心)                                                                | Масахіко Ватанабе                      | Наоюкі Кудзуя                                  | 5 березня 2025          |
| 10      | «Takumi Takes on Pioneering!» Транслітерація: «Takumi, Kaitaku ni Chōsen!» (яп. タクミ、開拓に挑戦！)         | Масаюкі Егамі                          | Наоюкі Кудзуя                                  | 12 березня 2025         |
| 11      | «Signs of Turmoil» Транслітерація: «Haran no Yochō» (яп. 波乱の予兆)                                          | Ясуюкі Фусе                            | Наоюкі Кудзуя                                  | 19 березня 2025         |
| 12      | «When Bonds Are Tested» Транслітерація: «Kizuna ga Tamesareru Toki» (яп. 絆が試される時)                      | Юріка Фукая, Шінья Уне і Наоюкі Кудзуя | Наоюкі Кудзуя                                  | 26 березня 2025         |